# أ. دبليو. ساندبرغ
أ. دبليو. ساندبرغ (بالدنماركية: A.W. Sandberg)‏ (و. 1887 – 1938 م) هو مخرج أفلام، ومصور سينمائي، وكاتب سيناريو دنماركي، توفي في باد ناوهايم، عن عمر يناهز 51 عاماً.

## وصلات خارجية
- أ. دبليو. ساندبرغ على موقع IMDb (الإنجليزية)
- أ. دبليو. ساندبرغ على موقع ألو سيني (الفرنسية)
- أ. دبليو. ساندبرغ على موقع أول موفي (الإنجليزية)
- أ. دبليو. ساندبرغ على موقع قاعدة بيانات الأفلام السويدية (السويدية)
- أ. دبليو. ساندبرغ على موقع قاعدة بيانات الفيلم (الإنجليزية)
- أ. دبليو. ساندبرغ على موقع كينوبويسك (الروسية)